# Maria Despina

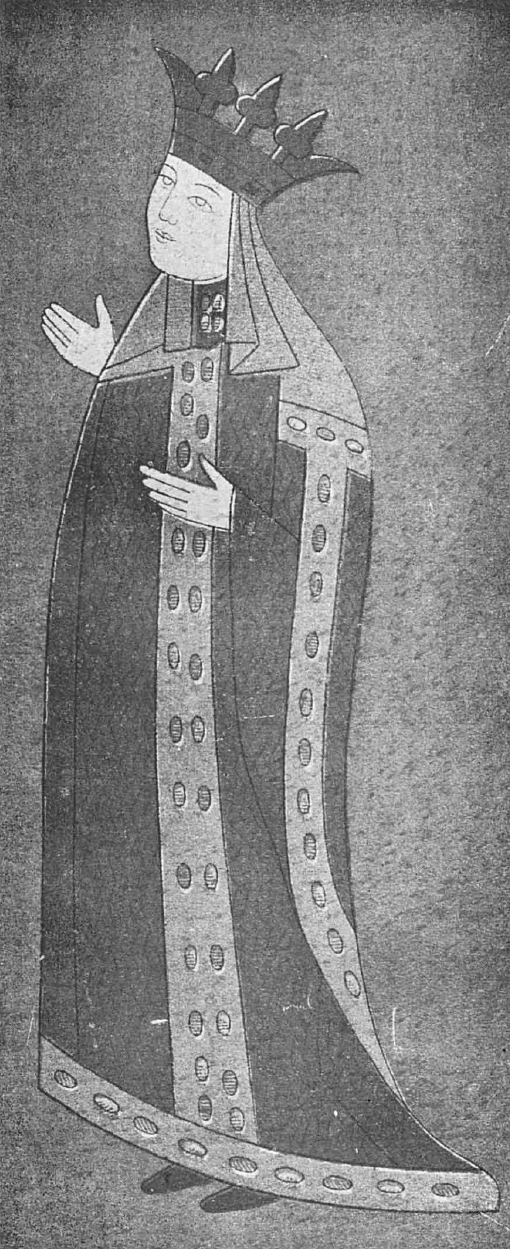
Maria Despina - perdea la Mănăstirea Putna

Maria Despina a fost soția lui Radu cel Frumos. Foarte multe date nu se cunosc despre ea; pornind de la numele de "Despina", ce arată proveniența dintr-o familie a unui "despot", unii istorici (Ștefan Gorovei) afirmă că este posibil să fie fiica unui feudal albanez, Gherghe Aranite Comnen, în timp ce alții (Andrei Pippidi) cred că este posibil să fie fiica unui anume Manuil și al Ancăi, pomeniți în Pomelnicul de la Bistrița. După ce Radu cel Frumos a fost alungat din tron de Ștefan cel Mare în 1473, Doamna Maria Despina și fiica sa, Maria Voichița, au fost duse la curtea de la Suceava, unde au rămas tot restul vieții. Maria Voichița a devenit soția lui Ștefan, fiind mama lui Bogdan al III-lea cel Orb. Maria Despina a murit în 1500, fiind înmormântată la Putna.